# M. J. Bassett
M. J. Bassett  est une scénariste et réalisatrice britannique de télévision et de cinéma, connue comme Michael J. Bassett jusqu'à son coming out transgenre en 2016.

## Biographie
Bassett naît et grandit à Newport et y étudie à l'Adams Grammar School. Le métier de vétérinaire et la zoologie l'intéressant, Bassett passe 18 mois d'apprentissage  à assister un réalisateur de films sur la vie sauvage. Après un retour aux études, Basset se fait remarquer en présentant des émissions de télévision pour enfants, ce qui lui ouvre les portes du cinéma.
En 2002, Bassett réalise son premier long métrage, La Tranchée après avoir assisté le réalisateur de  The Abduction Club.
En 2016, l'artiste déclare être une femme et choisit comme identité M. J. Bassett.

## Filmographie

### Cinéma
- 2002 : La Tranchée (Deathwatch)
- 2006 : Wilderness
- 2009 : Solomon Kane
- 2012 : Silent Hill: Revelation 3D
- 2019 : Inside Man: Most Wanted
- 2020 : Rogue
- 2021 : Espèces menacées (en) (Endangered Species)
- 2025 : Red Sonja

### Télévision
- Strike Back (15 episodes, 2012-2018)
  - Strike Back: Vengeance (2 episodes, 2012)
  - Strike Back: Shadow Warfare (4 episodes, 2013)
  - Strike Back: Legacy (6 episodes, 2015)
  - Strike Back: Retribution (5 episodes, 2017-2018)

- Da Vinci's Demons (2 episodes, 2013)

- The Player (2 episodes, 2015)
- Ash vs Evil Dead (4 episodes, 2015-2016)
- Power (4 episodes, 2015-2018)
- 2022 : Reacher (série TV) - 1 épisode

### Scénariste
- 2002 : La Tranchée (Deathwatch)
- 2009 : Solomon Kane
- 2010 : The Unblinking Eye
- 2011 : Saint Mary's
- 2012 : Silent Hill: Revelation 3D